# Hajan
Hajan é uma cidade e uma notified area committee no distrito de Baramula, no estado indiano de Jammu e Kashmir.

## Geografia
Hajan está localizada a 34° 18′ N, 74° 37′ L. Tem uma altitude média de 1556 metros (5104 pés).

## Demografia
Segundo o censo de 2001, Hajan tinha uma população de 9916 habitantes. Os indivíduos do sexo masculino constituem 52% da população e os do sexo feminino 48%. Hajan tem uma taxa de literacia de 32%, inferior à média nacional de 59,5%: a literacia no sexo masculino é de 42% e no sexo feminino é de 21%. Em Hajan, 14% da população está abaixo dos 6 anos de idade.